# Vélez-Málaga
Vélez-Málaga – miasto w południowej Hiszpanii w Andaluzji na wybrzeżu Costa del Sol, jeden z największych kurortów regionu. Prawa miejskie uzyskało w 1487 r. Położone jest wzdłuż rzeki Vélez od której częściowo bierze swoją nazwę. Znajduje się tu jeden z większych portów rybackich Andaluzji. Miasto znajduje się w strefie klimatu śródziemnomorskiego.
W mieście rozwinął się przemysł cukrowniczy oraz materiałów budowlanych.